# 11454 Mariomelita
A 11454 Mariomelita (ideiglenes jelöléssel (11454) 1981 DT2) a Naprendszer kisbolygóövében található aszteroida. Schelte J. Bus fedezte fel 1981. február 28-án.

## Kapcsolódó szócikk
- Kisbolygók listája (11001–11500)